# Троекуровское кладбище
Троеку́ровское кла́дбище — открытое для посещения кладбище в Москве. Занимает площадь 33,72 га. Входит в хозяйственное ведение ГБУ «Ритуал». Рядом с кладбищем находится комплекс прудов и каменный храм Николая Чудотворца, сохранившийся от исторической усадьбы Троекуровых и села, находившихся на этой территории ранее.

## Расположение
Кладбище расположено на западе Москвы в бывшем селе Троекурово по адресу Рябиновая улица, 24, в Можайском районе. Около входа на кладбище располагается остановка общественного транспорта «Некрополь», которая связана со станцией метро «Кунцевская» автобусом № 612.

## Этимология
Кладбище получило название от села, у которого расположено. Село в свою очередь носит имя князей Троекуровых, владевших этой землёй в XVII—XVIII веках.

## История

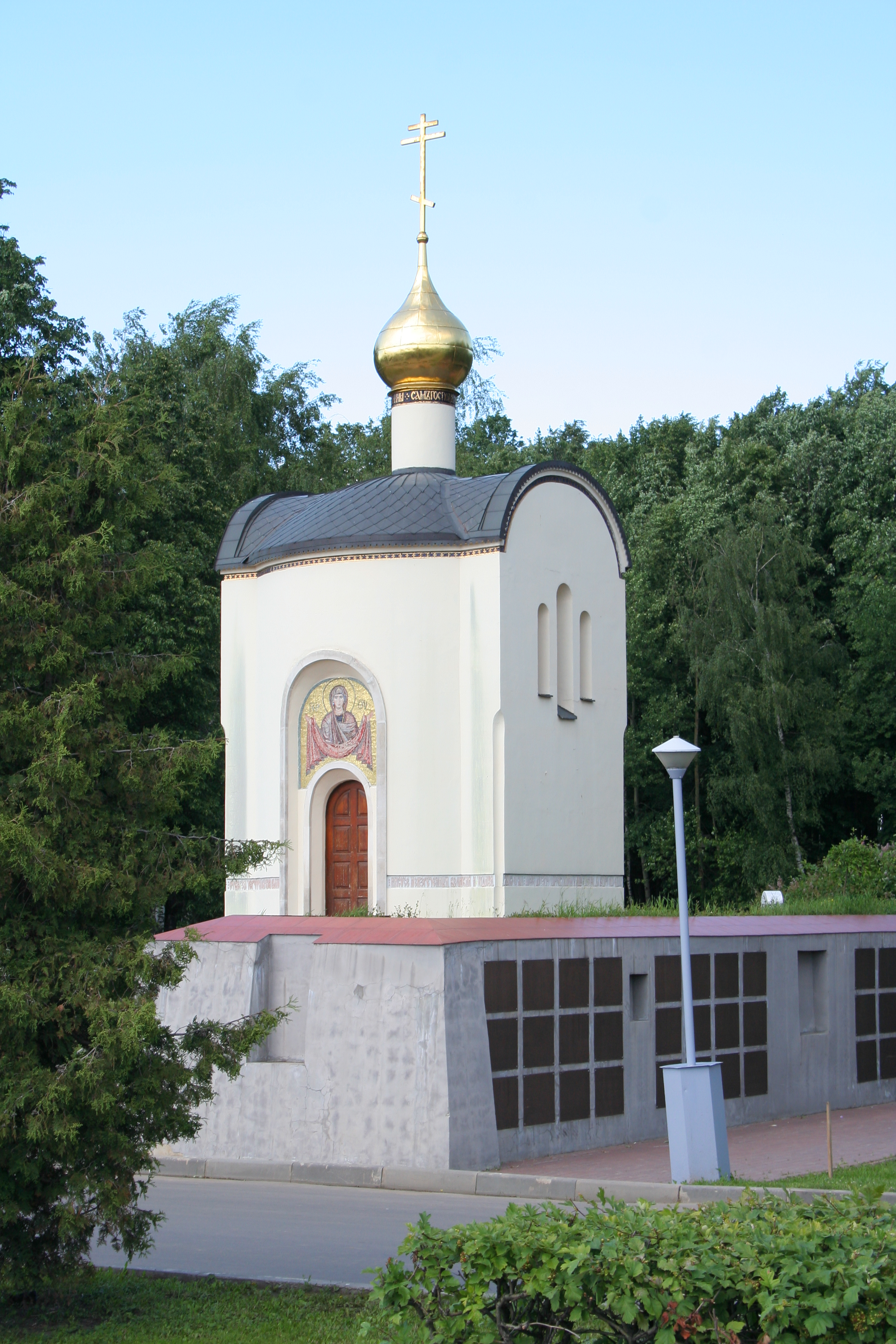
Часовня на кладбище, 2010

Впервые село Хорошёво — первое наименование местности — упомянуто в завещании Ивана Грозного в 1572 году. Известно, что этой местностью ранее владел Дмитрий Донской, а после царя Ивана Грозного ею владел царь Борис Годунов.
Позднее название этой местности как села Троекурово пошло от фамилии бояр Троекуровых. Первый владелец села из этого рода Иван Фёдорович — был женат на Ирине Романовой, сестре патриарха Филарета. Вероятно, некоторое время село называли Хорошёво-Троекурово. В 1674 году село Хорошёво перешло Ивану Борисовичу. В 1699 году он начал строить церковь Николы Чудотворца с придельным храмом. В 1706 году его вдова Анастасия Васильевна довела до конца отделочные работы.
У Троекуровых село находилось до середины XVIII века, потом оно перешло в собственность семьи Салтыковых. Салтыковы к 1745 году возвели в Троекурове колокольню, разбили парк, выкопали пруды и построили каменный арочный мост. После них землёй владели Потёмкины-Таврические.
После революции в Троекурове создали колхоз. В середине 1950-х на территории бывшего села началось строительство жилых домов, а в 1960 году село вошло в состав Москвы.
Троекуровское кладбище было организовано в 1962 году с включением прежде существовавшего здесь поселкового кладбища. При создании кладбища было построено здание ритуального зала. Новое кладбище считалось престижным: поэт Семён Липкин публично утверждал позднее, что «оно было задумано как филиал Новодевичьего». Кладбище создавалось в первую очередь для видных государственных и политических деятелей.
При организации кладбища на территории усадьбы в 1962 году в его состав вошла роща, но в 1966 году её выделили под использование в рекреационных целях, таким образом территория кладбища сократилась с 34 до 14 га. К началу 70-х годов XX века разобрали старый господский дом, от усадебных строений на данный момент сохранилась только церковь Николая Чудотворца.
В 2011 году охранная территория усадьбы «Троекурово», куда входит также Кунцевский и Рублёвский погосты, была сокращена в два раза. По предварительным подсчётам, на прирезанной территории можно разместить около пяти тысяч могил.
В этом же году на заседании Оргкомитета по подготовке и проведению празднования 70-й годовщины битвы под Москвой было предложено установить на кладбище памятный обелиск.
По данным «Комсомольской правды», в 2013 году цена на участок для захоронения на Троекуровском кладбище начиналась от 2 млн рублей. Глянцевый журнал The Village отмечал в 2015 году , что на этом кладбище самая высокая стартовая цена за место для захоронения среди всех исторических кладбищ Москвы, на которых принципиально возможно использовать семейные захоронения для повторных подхоронений (подобных кладбищ совсем немного в Москве). Глава ГБУ «Ритуал» в интервью «РИА Новости» от 2017 года говорил, что стоимость одного участка может составлять несколько миллионов рублей, также в общественных зданиях на кладбище можно разместить около 120 человек для поминального ужина.
На территории кладбища имеется собственный морг, два ритуальных зала для прощания с умершими. В 2016 году крупные московские кладбища были оборудованы станциями беспроводного интернета, который будет доступен бесплатно «в тех некрополях, посещение которых носит культурно-просветительский характер». На Троекуровском кладбище таким местом является «зона эмоциональной разгрузки» — у входа и на центральной аллее. В этом же году компания «Ритуал» обновила навигацию на кладбище, а в 2017 году открыла конкурс на создание дизайна для торговых точек. В 2017 году Троекурово должно войти в программу реновации 20 крупнейших московских кладбищ, мэрия столицы объявляла о намерении отремонтировать дорожное покрытие. Вместе с тем, пресса регулярно упоминает о случаях вандализма на кладбище, происходящих при безучастном отношении персонала и охраны некрополя.
Администрация кладбища проводит экскурсии по могилам знаменитых людей. «Мослента» указывает, что на некоторых кладбищах, в том числе Троекуровском, после расширения могут появиться новые участки под семейные захоронения.